# Viberti
Viberti Rimorchi è stata un'azienda italiana specializzata nella costruzione di rimorchi e semirimorchi, oltre che nell'allestimento di mezzi di trasporto pubblico.

## Storia

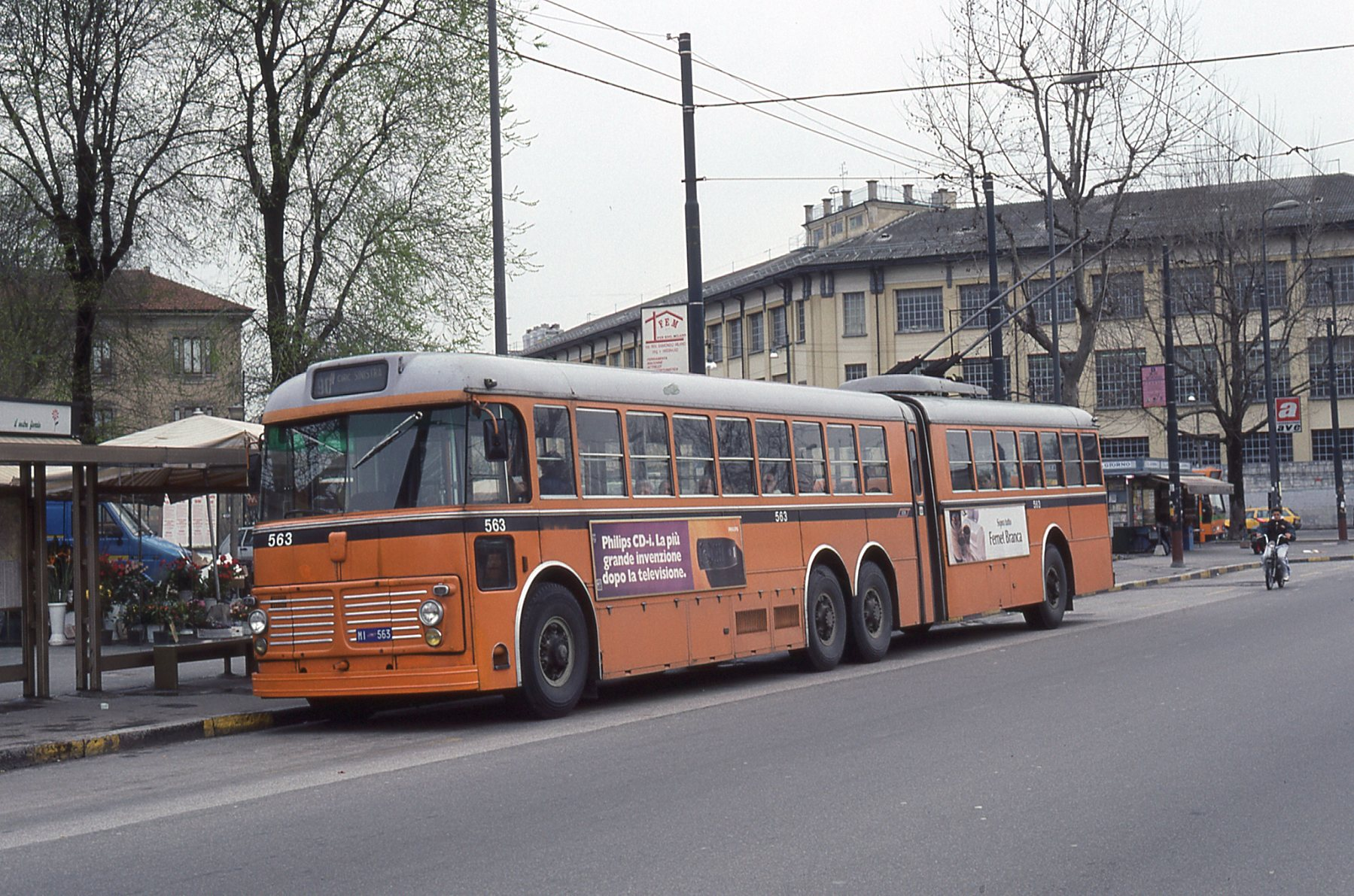
Filobus Fiat 2472 Viberti CGE

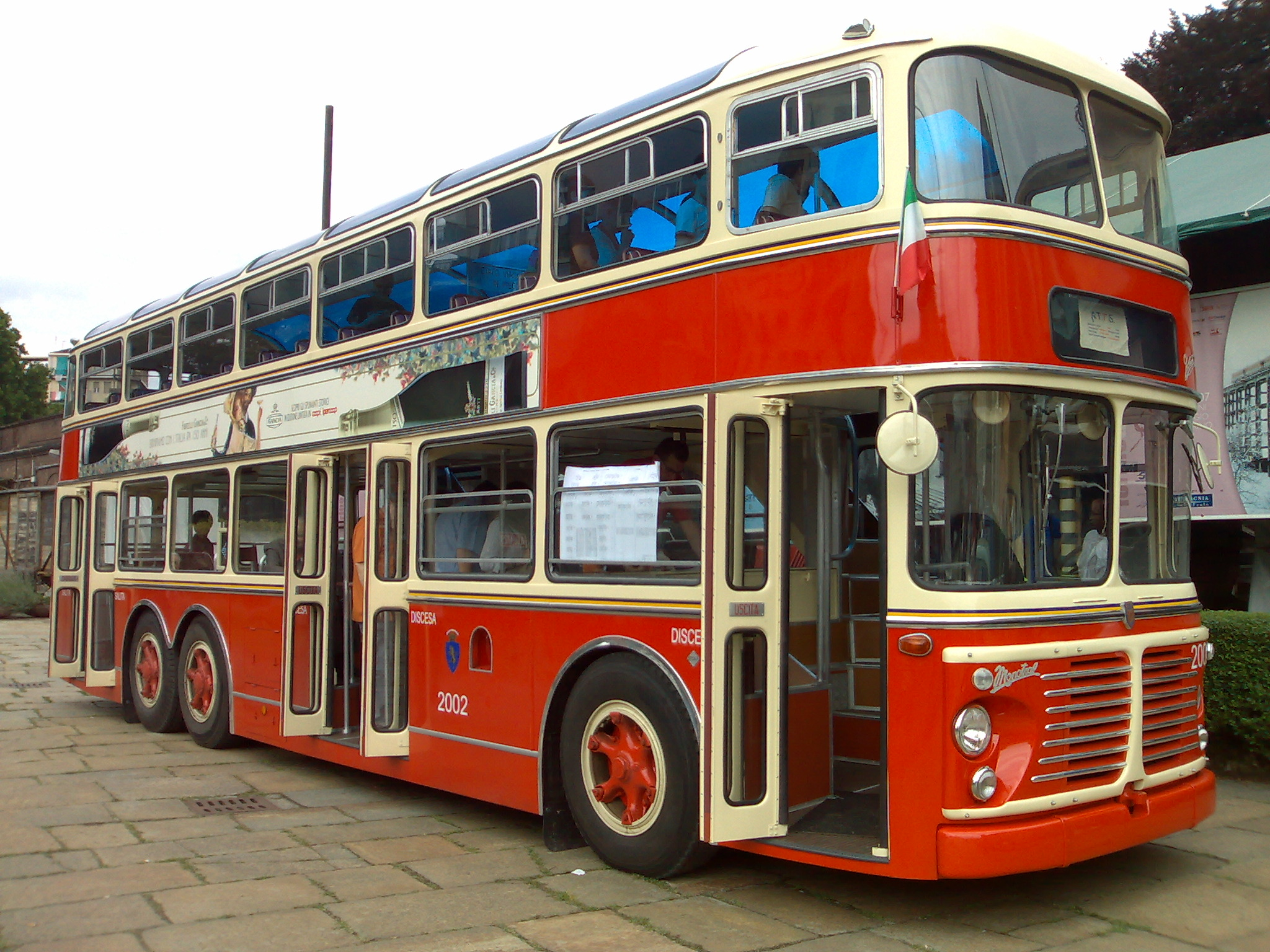
Esemplare restaurato di Fiat 413 Viberti Monotral CV61, a Torino, Ponte Mosca, il 12 giugno 2011

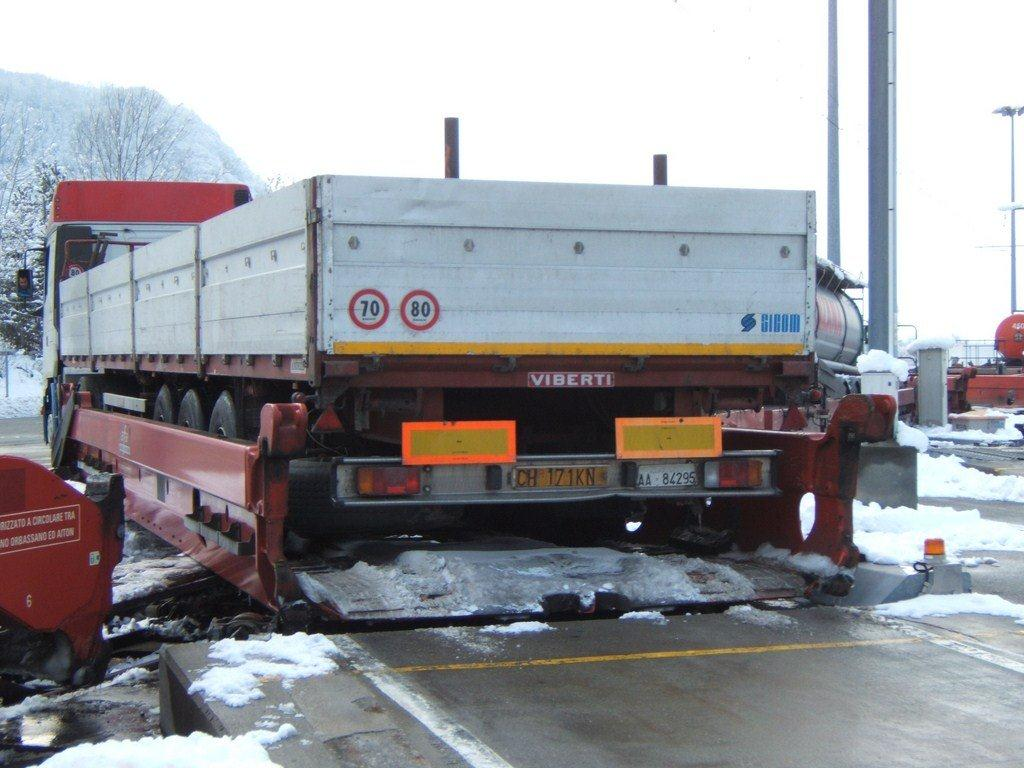
Rimorchio Viberti

È stata fondata come Officine Viberti a Torino nel 1922 dal cavaliere del lavoro Candido Viberti e alla sua morte, avvenuta nel 1946, il figlio Angelo Elisio Viberti ne ha preso le redini fino al 1959, anno della sua morte; una delle sue più grandi collaborazioni è quella con la Fiat e poi quella con l'Iveco, iniziata poco dopo la nascita. La collaborazione riguardava in particolare l'allestimento di cabine e cassoni per camion, filobus (Fiat 2472 Viberti CGE) e più recentemente di autobus (come l'Iveco 316 e l'Iveco Turbocity). Nel campo del trasporto di merci l'azienda è particolarmente nota per la costruzione dei veicoli trainati, sia rimorchi che semirimorchi. Tra il 1935 ed il 1945 la Viberti si avvalse della collaborazione di importanti designers italiani quali Mario Revelli di Beaumont e Pietro Frua.
Negli anni cinquanta l'azienda entra anche nel mercato delle due ruote con il marchio Vi-Vi. L'azienda partecipò anche ad un ammodernamento di alcune vetture tram per l'ATAC di Roma e di diverse vetture per l'ATM Torino (sia monocassa sia snodate). Nel 1961 in occasione dell'esposizione internazionale Italia '61, la Viberti costruì appositamente per l'Azienda Torinese Mobilità 12 autobus a due piani (a 3 assi) Fiat 413 Monotral. Dal 1937 al 1980 l'azienda è stata anche partner della Lancia Veicoli Industriali presso lo stabilimento di Bolzano.
Nel 1996, dopo la gestione di un curatore fallimentare, l'azienda viene acquistata dalla famiglia Acerbi proprietaria del omonimo marchio Acerbi, con stabilimento a Castelnuovo Scrivia (AL), formando due stabilimenti produttivi per un totale di 350.000 m² di cui almeno 100.000 coperti. Il più grande dei due siti produttivi si trova a Nichelino (provincia di Torino ora chiuso e in disuso), il secondo invece è a Castelnuovo Scrivia (in provincia di Alessandria).
L'azienda riceve nel 1995 la certificazione qualitativa ISO 9001: si tratta della prima azienda del settore a ricevere tale certificazione.
Nel dicembre del 2010 il marchio Viberti viene acquisito dalla Compagnia Italiana Rimorchi, proprietaria fra l'altro dei marchi Merker con sede a Tocco da Casauria e Officine Cardi con sede a Verona, creando in questo modo il più grande polo italiano dei veicoli industriali rimorchiati.
Nel 2014 tutto il gruppo è stato messo in liquidazione.

## Il marchio
Insieme a quelli Cardi e Merker, il marchio Viberti è stato acquisito nel 2015 dal gruppo polacco Wielton e viene utilizzato da una nuova società, la Italiana Rimorchi.